# 小礼
小礼（しょうらい）は、604年から648年まで日本にあった冠位である。冠位十二階の第6で、大礼の下、大信の上にあたる。

## 概要
推古天皇11年12月5日（604年1月11日）に制定され、大化3年（647年）制定の七色十三階冠制により、翌大化4年（648年）4月1日に廃止になった。13階のどこに引き継がれたかについては2説が対立する。一つは大礼とともに13階中第9階の大青にまとめられたとするもの。もう一つは、13階中第11階の大黒に、大礼・大信・小信とともにまとめられたというものである。

## 小礼の人物
今に残る史料のうち、小礼とされるのは鞍作福利一人である。鞍作福利は2度遣隋使の通事（通訳）を務めた。『日本書紀』に冠位は記されないが、信頼度で劣る『先代旧事本紀』に小礼とある。
- 鞍作福利 - 推古天皇16年（608年）、（先代旧事本紀）